# Número de Morton
Na mecânica dos fluidos, o número de Morton (Mo) é um número adimensional utilizado conjuntamente com o número de Eötvös para caracterizar a forma de bolhas e gotas. O número de Morton define-se como:
{\displaystyle {\mathit {Mo}}={\frac {g\mu _{L}^{4}\,\Delta \rho }{\rho _{L}^{2}\sigma ^{3}}},}
sendo
- g é a aceleração da gravidade
- μL é a viscosidade do líquido
- ρL é a densidade do líquido
- Δρ é a diferença de densidade entre líquido e gás
- σ é a tensão superficial

Para o caso de uma bola de sabão com uma densidade interior muito pequena, o número de Morton pode-se simplificar a:
{\displaystyle {\mathit {Mo}}={\frac {g\mu _{L}^{4}}{\rho _{L}\sigma ^{3}}}.}
O número de Morton também pode calcular-se usando uma combinação do número de Weber, o número de Froude e o número de Reynolds:
{\displaystyle {\mathit {Mo}}={\frac {{\mathit {We}}^{3}}{{\mathit {Fr}}^{2}{\mathit {Re}}^{4}}}.}